# Gustav Adolf Deissmann
Gustav Adolf Deissmann (Langenscheid, 7 de novembro de 1866 – Wünsdorf, 5 de abril de 1937) foi um teólogo protestante alemão, melhor conhecido por sua pioneira obra sobre a língua grega utilizada no Novo Testamento, que ele demonstrou ser o koiné, ou a língua comum utilizada no mundo helênico daquele tempo.

## Biografia
Deissmann era professor de teologia na Universidade Ruprecht Karl em Heidelberg (1897 - 1908) e depois na Universidade Friedrich Wilhelms de Berlim (1908 - 1935). Ele foi nominado por duas vezes para o Prêmio Nobel da Paz e tinha oito doutorados honorários em seis países diferentes.
Em 1904 ele fundou, junto com Albrecht Dieterich, um círculo de eruditos chamado Eranos, em Heidelberg. Entre os membros estavam Ernst Troeltsch, Max Weber, Eberhard Gothein, Georg Jellinek, Karl Rathgen e Wilhelm Windelband.
Em Berlim, o foco acadêmico de Deissman começou a mudar da filologia grega para o movimento ecumênico, a reforma da igreja e, significativamente,
a Völkerverständigung internacional (um entendimento mútuo entre as nações e culturas com o objetivo de promover a paz). Entre 1914 e 1922 ele produziu um comuniqué semi-político internacional, o Evangelischer Wochenbrief, juntamente com o seu equivalente inglês, o Protestant Weekly Letters (1914-1917). Sua audiência era primordialmente os cristãos influentes na Alemanha e nos Estados Unidos e ambos proveram um fórum para fomentar o avanço da paz e a compreensão entre as nações.
Em 1925, Deissman tomou conhecimento da desintegração da antiga Éfeso, um importante sítio arqueológico, parcialmente escavado antes da Primeira Guerra Mundial sob os auspícios do Instituto Arqueológico da Áustria. Deissman fez campanha sozinho por muitos anos, tanto a nível nacional quanto internacional, para aumentar o conhecimento geral sobre o destino de Éfeso e conseguiu juntar fundos para que o trabalho arqueológico fosse retomado em 1926 e continuasse anualmente até 1929.
Deissman morreu em 5 de abril de 1937, em Wünsdorf, perto de Berlim, onde está enterrado num cemitério local.

## Obras selecionadas
| - 1892, Die neutestamentliche Formel "in Christo Jesu" untersucht (Habilitationsschrift) - 1895, Bibelstudien. Beiträge, zumeist aus den Papyri und Inschriften, zur Geschichte der Sprache, des Schrifttums und der Religion des hellenistischen Judentums und des Urchristentums, Marburg - 1897, Neue Bibelstudien. Sprachgeschichtliche Beiträge, zumeist aus den Papyri und Inschriften, zur Erklärung des Neuen Testaments, Marburg - 1901, Bible Studies: Contributions chiefly from papyri and inscriptions, to the history of language, the literature and the religion of Hellenistic Judaism and primitive Christianity, A. Grieve, transl., Edinburgh - 1905, Veröffentlichungen aus der Heidelberger Papyrus-Sammlung. I, Die Septuaginta-Papyri und andere altchristliche Texte, Heidelberg - 1908, The philology of the Greek bible: its present and its future, L.R.M. Strachan, transl., London | - 1908, Licht vom Osten. Das Neue Testament und die neuentdeckten Texte der hellenistisch-römischen Welt, Tübingen (best edition: 1923) - 1910, Light from the ancient East. The New Testament illustrated by recently discovered texts of the Graeco-Roman world, L.R.M. Strachan, transl., London - 1911, Paulus. Eine kultur- und religionsgeschichtliche Skizze, Tübingen - 1914-21, Evangelischer Wochenbrief - 1914-17, Protestant Weekly Letter - 1923, The religion of Jesus and the faith of Paul. The Selly Oak Lectures, 1923 on the communion of Jesus with God & the communion of Paul with Christ, W.E. Wilson, transl., London - 1925, ‘Adolf Deissmann’, in Die Religionswissenschaft der Gegenwart in Selbstdarstellungen, E. Stange, ed., Leipzig, pp. 42-78 |